# Michael Stolz (Germanist)
Michael Stolz (* 12. Dezember 1960 in München) ist ein schweizerisch-deutscher Germanist und Professor an der Universität Bern.

## Leben
Nach einem Studium der Germanistik und Romanistik in München, Poitiers und Bern war Michael Stolz wissenschaftlicher Assistent für germanistische Mediävistik an der Universität Bern, wo er 1993 promoviert wurde und sich im Jahr 2000 habilitierte. Im Anschluss daran war er an der Universität Basel (SNF-Förderungsprofessur 2001–2005) und an der Universität Göttingen (Professur für Ältere deutsche Sprache und Literatur, Schwerpunkt Spätmittelalter und Humanismus, 2005/06) tätig, ehe er 2006 auf den Lehrstuhl für germanistische Mediävistik an der Universität Bern berufen wurde. Gastaufenthalte führten ihn u. a. an die Universität Oxford (EHRC-Visiting Fellow 1995–1998), die Universität Paris IV/Sorbonne (Professeur invité 2007/08), an das Freiburg Institute for Advanced Studies – FRIAS (Fellowship 2014) und an die Stanford University (Visiting Scholar 2015).
Michael Stolz ist verheiratet mit der Slavistin Zuzana Stolz-Hladká und hat zwei Kinder.
Seine Qualifikationsschriften befassten sich mit poetischen Techniken in der Mariendichtung Der Tum Heinrichs von Mügeln („Tum“-Studien. Tübingen/Basel 1996) und mit intermedialen Darstellungsweisen der sieben freien Künste im Mittelalter (Artes liberales-Zyklen. Tübingen/Basel 2004).
Michael Stolz ist Leiter der vom Schweizerischen Nationalfonds geförderten Digitalprojekte zur Edition Wolframs von Eschenbach ›Parzival‹ und zur Rekonstruktion der Bibliothek des Frühhumanisten Sigismund Gossembrot. Schwerpunkte seiner aktuellen Forschungen bilden das Verhältnis von „Original“ und „Kopie“, die mittelalterliche Literatur in interkulturellen Kontexten (mit Studien zu Wolfram von Eschenbach, den Carmina Burana und Giovanni Boccaccio) sowie die Rezeption des Alanus ab Insulis im Prager Milieu des 14. und 15. Jahrhunderts (Hof Karls IV., Universität, Hussitenbewegung).
Er war u. a. Präsident der Schweizerischen Akademischen Gesellschaft für Germanistik (2008–2012), geschäftsführender Direktor des Berner Mittelalterzentrums (2009–2012) und Vizedekan bzw. Dekan der philosophisch-historischen Fakultät der Universität Bern (2010–2012, 2012–2014). Während dieser Amtszeit leitete er die Einrichtung des Studiengangs Editionsphilologie und die Gründung des Walter Benjamin Kollegs in die Wege. Von 2009 bis 2018 war er Herausgeber der Zeitschrift Germanistik in der Schweiz, seit 2022 ist er Herausgeber der Beiträge zur Geschichte der deutschen Sprache und Literatur.
Im akademischen Jahr 2021/22 hatte Michael Stolz ein Fellowship am Alfried Krupp Wissenschaftskolleg Greifswald inne; 2023 war er Senior Fellow und Marie Curie Fellow of the European Union am Freiburg Institute for Advanced Studies (FRIAS).

## Publikationen (Auswahl)

### Monografien
- ›Tum‹-Studien. Zur dichterischen Gestaltung im Marienpreis Heinrichs von Mügeln, [Dissertation Bern 1993] Tübingen/Basel 1996 (Bibliotheca Germanica 36).
- Artes-liberales-Zyklen. Formationen des Wissens im Mittelalter, 2 Bde., [Habilitationsschrift Bern 1999] Tübingen/Basel 2004 (Bibliotheca Germanica 47).
- Parzival im Manuskript. Profile der Parzival-Überlieferung am Beispiel von fünf Handschriften des 13. bis 15. Jahrhunderts, Basel 2020.

### Aufsätze
- Altitudo contemplationis humanae. ‚Conversio‘ bei Heinrich Seuse und Francesco Petrarca. In: Humanismus in der deutschen Literatur des Mittelalters und der Frühen Neuzeit. XVIII. Anglo-German Colloquium Hofgeismar 2003, hrsg. von Nicola McLelland, Hans-Jochen Schiewer und Stefanie Schmitt, Tübingen 2008, S. 273–297.
- Kommunion und Kommunikation. Eucharistische Verhandlungen in der Literatur des Mittelalters. In: Literarische und Religiöse Kommunikation in Mittelalter und Früher Neuzeit. DFG-Symposion 2006, hrsg. von Peter Strohschneider, Berlin/New York 2009, S. 453–505.
- Chrétiens ›Roman de Perceval ou le Conte du Graal‹ und Wolframs ›Parzival‹. Ihre Überlieferung und textkritische Erschließung. In: Wolframs Parzival-Roman im europäischen Kontext. Tübinger Kolloquium 2012, in Verbindung mit Susanne Köbele und Eckart Conrad Lutz hrsg. von Klaus Ridder, Berlin 2014 (Wolfram-Studien 23), S. 431–478.
- Otium et negotium. Reading processes in Early Italian and German Humanism. In: Reading Books and Prints as Cultural Objects, hrsg. von Evanghelia Stead, Cham 2018 (New Directions in Book History), S. 81–106.
- Bewegtes Beiwerk. Ästhetische Funktionen der Kleiderthematik bei Alanus ab Insulis und Giovanni Boccaccio. In: Ästhetische Reflexionsfiguren in der Vormoderne, hrsg. von Annette Gerok-Reiter / Anja Wolkenhauer / Jörg Robert / Stefanie Gropper, Heidelberg 2019 (Germanisch-Romanische Monatsschrift. Beihefte 88), S. 357–392.
- On the Borderline of Disciplines – Concepts of Reproduction and Copying in Molecular Biology and in the Humanities. A Conversation with Christopher Howe (Molecular Biology, Cambridge). In: Original und Kopie: Techniken und Ästhetiken der re-/produktiven Abweichung, hrsg. von Gabriele Rippl und Michael Stolz (Kulturwissenschaftliche Zeitschrift 4 [2019], Heft 3), S. 101–113.
- Petrarcas ›Itinerarium ad sepulcrum domini nostri Yehsu Christi‹ im Spannungsfeld der Zeiten. In: Deutsche Vierteljahrsschrift für Literaturwissenschaft und Geistesgeschichte 93 (2019), S. 371–391.
- Plurilingualism in the Codex Buranus. An Intercultural Reconsideration. In: Revisiting the Codex Buranus. Contents, Contexts, Composition, hrsg. von Henry Hope und Tristan E. Franklinos, Martlesham (Suffolk) / Rochester (NY) 2020 (Studies in Medieval and Renaissance Music 21), S. 317–350.
- Transversale Lektüren. Die Bibliothek des Frühhumanisten Sigmund Gossembrot. In: Die Bibliothek. Denkräume und Wissensordnungen. 41. Kölner Mediävistentagung, hrsg. von Andreas Speer und Lars Reuke, Berlin/Boston 2020 (Miscellanea Mediaevalia 41), S. 484–507.
- Religiöse Ambiguitätstoleranz in Wolframs ›Parzival‹ als Reflex jüdisch-islamischen Wissens. In: Vielfalt des Religiösen. Mittelalterliche Literatur im postsäkularen Kontext, hrsg. von Susanne Bernhardt und Bent Gebert, Berlin/Boston 2021 (Literatur – Theorie – Geschichte 22), S. 155–176.
- Natura, Artes und Virtutes. Alanus ab Insulis in der spätmittelalterlichen ‚Intellectual History‘. In: Alanus ab Insulis und das europäische Mittelalter, hrsg. von Beate Kellner und Frank Bezner, Paderborn 2022, S. 361–414.
- Der ‚lebende Text‘. Mutationen in der ›Parzival‹-Überlieferung am Beispiel von Vorlage und Kopie (Handschriften V und V’). In: Lachmanns Erbe. Editionsmethoden in klassischer Philologie und germanistischer Mediävistik, hrsg. von Anna Kathrin Bleuler und Oliver Primavesi, Berlin 2022 (Zeitschrift für deutsche Philologie. Beiheft 19), S. 585–614.
- Die Lesbarkeit der Welt. Digitalität als Herausforderung der Literaturwissenschaft. In: Digitale Literaturwissenschaft. DFG-Symposion 2017, hrsg. von Fotis Jannidis, Berlin 2023 (Germanistische Symposien. Berichtsbände), S. 27–56.

### Herausgeberschaften
- mit Robert Schöller und Gabriel Viehhauser (Hrsg.): Edition und Sprachgeschichte. Baseler Fachtagung 2005, Tübingen 2007 (Beihefte zu editio 26).
- mit Adrian Mettauer (Hrsg.): Buchkultur im Mittelalter. Schrift – Bild – Kommunikation, Berlin/New York 2005, zweite Auflage 2006.
- Randgänge der Mediävistik [Publikation der Maria-Bindschedler-Gastvorlesungen im Berner Mittelalterzentrum], Bern ab 2011.
- mit Robert Schöller (Hrsg.): Germanistik in der Schweiz. Zeitschrift der Schweizerischen Akademischen Gesellschaft für Germanistik, Heft 6–15 (2009–2018).
- mit Yen-Chun Chen (Hrsg.): Internationalität und Interdisziplinarität der Editionswissenschaft, Berlin/Boston 2014 (Beihefte zu editio 38) [Beiträge der Tagung InterNationalität und InterDisziplinarität der Editionswissenschaft, 15. – 18. Februar 2012 in Bern].
- mit Gerlinde Huber-Rebenich und Christian Rohr (Hrsg.): Wasser in der mittelalterlichen Kultur. Gebrauch – Wahrnehmung – Symbolik / Water in Medieval Culture: Uses, Perceptions, and Symbolism, Berlin/Boston 2017 (Das Mittelalter. Perspektiven mediävistischer Forschung. Beihefte 4).
- mit Marian Füssel und Antje Kuhle (Hrsg.): Höfe und Experten. Relationen von Macht und Wissen in Mittelalter und Früher Neuzeit, Göttingen 2018.
- mit Gabriele Rippl (Hrsg.): Original und Kopie: Techniken und Ästhetiken der re-/produktiven Abweichung. In: Kulturwissenschaftliche Zeitschrift. Band 4, 2019, Heft 3.
- mit Manfred Eikelmann, Mark Chinca und Chris Young (Hrsg.): Sammeln als literarische Praxis im Mittelalter und in der frühen Neuzeit. XXVI. Anglo-German Colloquium, Ascona 2019, Tübingen 2022.
- Beiträge zur Geschichte der deutschen Sprache und Literatur. Seit 2022.

## Onlineprojekte
- Parzival-Projekt
- Gossembrot-Projekt
- Digitaledition der St. Galler Epenhandschrift Cod. Sang. 857
- Digitaledition der Münchener Wolframhandschrift Cgm 19
- Digitaledition der Berner Parzivalhandschrift Cod. AA 91
- Digitaledition des Rappoltsteiner Parzifal